# Pathum Thani
Pathum Thani é a capital da província homônima, sendo quase um subúrbio de expansão urbana de Banguecoque. Ela está estrategicamente localizada ao longo das margens do rio Chao Phraya, sendo fundada durante a era Ayutthaya. A cidade contém diversos templos históricos, incluindo Wat Hong Pathummawat e Wat Canta, o primeiro mosteiro construído pela comunidade Mon que foram os colonos originais em Pathum Thani. A área em torno Wat Pailom é também um dos maiores santuários ecológicos para as cegonhas de bico abertos indianas, que chegam no inverno durante a época de acasalamento.